# كأس سوبر أبطال الانتركونتيننتال
كانت كأس سوبر أبطال الانتركونتيننتال بطولة كرة قدم منطمة من قِبل الاتحاد الأوروبي لكرة القدم وكونميبول، حيث تقام بين الفائزين ببطولة كأس الإنتركونتيننتال وأقيمت في عاميّ 1968 و 1969 فقط.
للعديد من السنوات لم يكن مُعترف بهذه البطولة حتى عام 2005 تم الاعتراف بها من قبل الكونميبول، وإدراجها كبطولة ودية دولية.

## التاريخ
تم طرح فكرة البطولة من قبل مسؤولي ثلاثة فرق أمريكا الجنوبية التي فازت بكأس إنتركونتيننتال - بينارول ، سانتوس ، ونادي راسينغ. في نوفمبر 1968 ، تم الإعلان عن البطولة في بوينس آيرس.

## الفرق المتاحة للمشاركة
كانت هذه هي الفرق الوحيدة المؤهلة للتنافس في البطولة في وقت استضافتها.
- ريال مدريد
- بنيارول
- نادي سانتوس
- إنتر ميلان
- نادي راسينغ
- إستوديانتيس دي لا بلاتا
- إي سي ميلان
- فيينورد

## النتائج
| السنة | البطل       | الوصيف      | النتيجة          |
| ----- | ----------- | ----------- | ---------------- |
| 1968  | نادي سانتوس | إنتر ميلان  | 1–0              |
| 1969  | بنيارول     | نادي راسينغ | (لم يُقم النهائي) |

ملاحظات
1. ↑  بنيارول حصل على 6 نقاط في بطولة أمريكا الجنوبية وبذلك توج رسميا البطل. لم يشارك أي فريق أوروبي في هذه النسخة.[4]

## الهدافين
| السنة | اللاعب       | النادي      | الأهداف |
| ----- | ------------ | ----------- | ------- |
| 1968  | بيدرو روكا   | بنيارول     | 3       |
| 1968  | سيلفا باتوتا | نادي راسينغ | 3       |
| 1968  | تونينهو      | نادي سانتوس | 3       |
| 1969  | بيدرو روكا   | بنيارول     | 6       |